# Pågatåg
Pågatåg (volně přeložitelné jako Regionální vlak) je systém příměstské železnice ve švédském městě Malmö a krajích Blekinge, Kronoberg, Halland a především Skåne. Společně s Öresundskými vlaky, které díky Öresundskému mostu nabízí přímé železniční spojení s dánskou Kodaní, tvoří základ regionální dopravy na jihu Švédska. Na konci roku 2024 je v provozu 10 linek a 83 stanic. Síť je integrována do místního dopravního systému Skånetrafiken, provozovatelem systému je společnost VR Sverige.

## Historie

### Železniční tratě
Většina železničních tratí, které využívají vlaky Pågatåg, byla vybudována v letech 1856 až 1898. V roce 2001 byla uvedena do provozu nová trať z města Kävlinge do Helsingborgu. Městský železniční tunel v Malmö (švédsky Citytunneln), který umožnil vedení průjezdných vlaků přes původně hlavovou stanici Malmö C, zahájil provoz v roce 2010. Po 23 letech stavebních prací byla v roce 2015 uvedena do provozu přeložka trati mezi městy Båstad a Förslöv, na které se nachází 8,7 kilometru dlouhý tunel Hallandsås. Tato stavba umožnila zkrátit jízdní dobu vlaků mířících z Malmö na sever do Halmstadu  a Göteborgu.

### Vznik regionální železnice
Státní železniční dopravce Statens Järnvägar (SJ) oznámil v roce 1975 obcím a Městskému sdružení Jihozápadní Skåne (švédsky Sydvästra Skånes kommunalförbund) SSK, že v roce 1976 přestane provozovat osobní vlaky na tratích Malmö – Lund a Malmö – Trelleborg. SJ také odmítl plány SSK na zavedení jednotné jízdenky na autobusovou a železniční dopravu, která měla platit od roku 1977. Odpor obcí i sdružení SSK vyústil v jednání, jejich výsledkem byla nová smlouva na 25 let, na základě které měl státní dopravce SJ pokračovat v provozování osobních vlaků a zajistit náhradu stárnoucích elektrických vozů řady X7. 
Od 1. ledna 1979 začaly platit měsíční regionální jízdenky SSK a v roce 1981 byly na tratích Malmö – Lund – Eslöv a Malmö – Lund – Kävlinge uvedeny do provozu první elektrické jednotky řady X10. Také Městské sdružení Severozápadní Skåne (švédsky Nordvästra Skånes kommunalförbund) NSK uzavřelo se SJ smlouvu, která zahrnovala pořízení tří jednotek X10 a jejich provozování na trati Kävlinge – Landskrona – Helsingborg. Označení Pågatåg se používá od 9. ledna 1983.

### Rozvoj sítě Pågatåg
Úspěch regionální jízdenky a stále rostoucí počty cestujících přiměly NSK i SSK vyjednávat se SJ o pořízení dalších vozidel. Kvůli vysokým finančním požadavkům SJ se obě sdružení rozhodla pořídit si pět jednotek X10 do svého vlastnictví přímo od výrobce ASEA. V roce 1983 vznikla společnost Länstrafiken Malmöhus, která od NSK a SSK převzala odpovědnost za organizaci autobusové i železniční dopravy.
Na trať Malmö – Ystad vyjely vlaky Pågatåg v roce 1990. Až do její elektrizace v roce 1996 zajišťovaly provoz motorové vozy řady Y1. V roce 1997 byly sloučeny okresy Malmöhus a Kristianstad, což umožnilo rozšíření provozu vlaků Pågatåg do měst Åstorp a Simrishamn. 12. prosince 2010 byl zahájen provoz v Městském železničním tunelu v Malmö, který umožnil prodloužení linek Pågatåg z hlavního nádraží Malmö C až do stanic Triangeln a Hyllie, zkrácení intervalů i zavedení zcela nových linek.

## Linkové vedení
Linkové vedení podle jízdních řádů platných od 15. prosince 2024.
Na linkách 1, 2 a 4 jsou provozovány také Öresundské vlaky, které ze stanice Malmö Hyllie pokračují přes Öresundský most do Kodaně. Tyto vlaky mají oproti spojům Pågatåg méně zastávek a zajišťují tak rychlejší spojení do vzdálenějších destinací.
Všechny spoje jsou integrovány do tarifu místního dopravního systému Skånetrafiken.
| Linka | Trasa                                                                   | Jízdní doba | Interval ve špičce | Počet stanic |
| ----- | ----------------------------------------------------------------------- | ----------- | ------------------ | ------------ |
| 1     | Malmö Hyllie – Malmö C – Lund                                           | 21-26 min   | 15 min             | 8            |
| 2     | Malmö Hyllie – Malmö C – Lund – Landskrona – Helsingborg C – Halmstad C | 107 min     | 30 min             | 26           |
| 3     | Malmö Hyllie – Malmö C – Lund – Eslöv – Teckomatorp – Helsingborg C     | 76 min      | 60 min             | 14           |
| 4     | Malmö Hyllie – Malmö C – Lund – Eslöv – Hässleholm C – Kristianstad     | 79-101 min  | 20 min             | 19           |
| 5     | Helsingborg C – Åstorp – Hässleholm C – Kristianstad                    | 87 min      | 30 min             | 14           |
| 6     | Simrishamn – Ystad – Malmö Hyllie – Malmö C – Lund                      | 109-111 min | 30 min             | 20           |
| 7     | Hässleholm – Bjärnum – Vittsjö – Markaryd                               | 26 min      | 60 min             | 4            |
| 8     | Malmö Hyllie – Malmö C – Lund – Kävlinge – Åstorp                       | 70 min      | 60 min             | 12           |
| 9     | Trelleborg – Malmö Hyllie – Malmö C – Lund                              | 45-51 min   | 20 min             | 12           |
| 11    | Malmö C – Malmö Hyllie – Malmö C – Kävlinge                             | 51 min      | 30 min             | 11           |

## Vozový park
Prvními vozidly Pågatåg byly elektrické jednotky řady X10 švédského výrobce ASEA, které byly uváděny do provozu od roku 1981. V letech 1993 až 1999 byly některé jednotky X10 modernizovány na řadu X11. Úprava spočívala v instalaci pohodlnějších sedadel, dosazení WC i polic na zavazadla a snížení počtu dveří ze tří na dva páry v každém voze. Od 16. srpna 2010 jsou provozovány nízkopodlažní elektrické jednotky Alstom Coradia Nordic řady X61, které do roku 2013 zcela nahradily původní jednotky X10 a X11. 

## Galerie

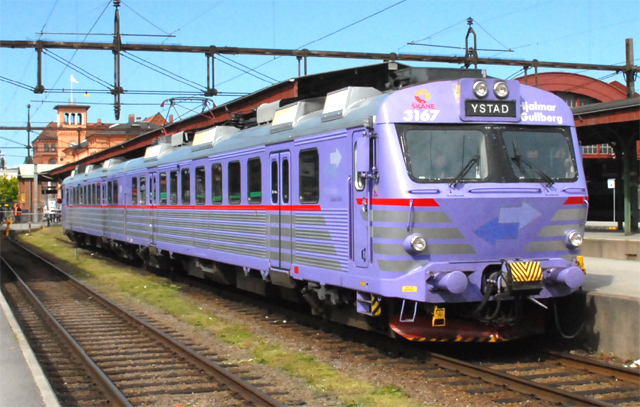
Jednotka řady X11 v Malmö
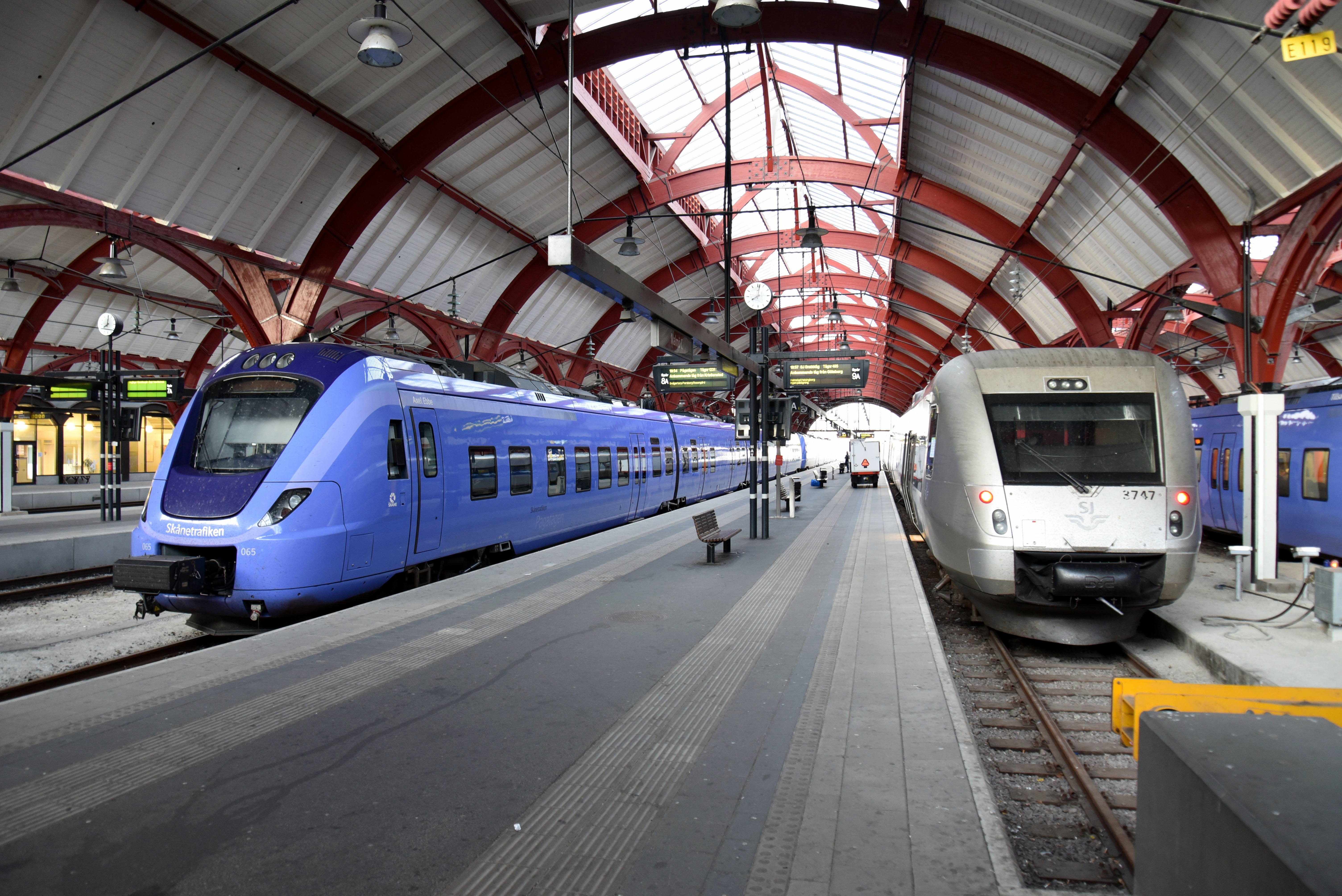
Jednotky X55 a X61 v Malmö
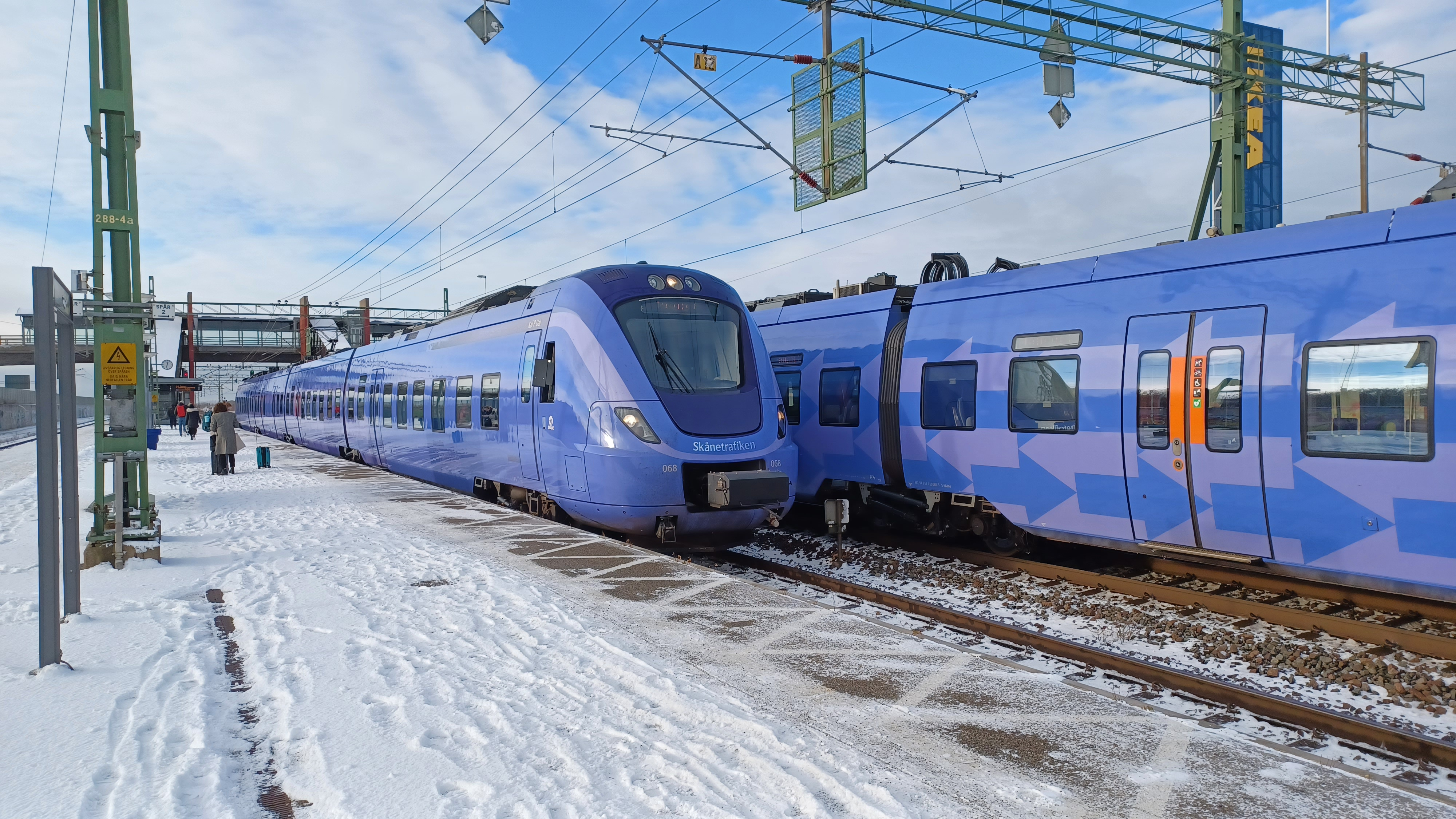
Stanice Malmö Svågertorps
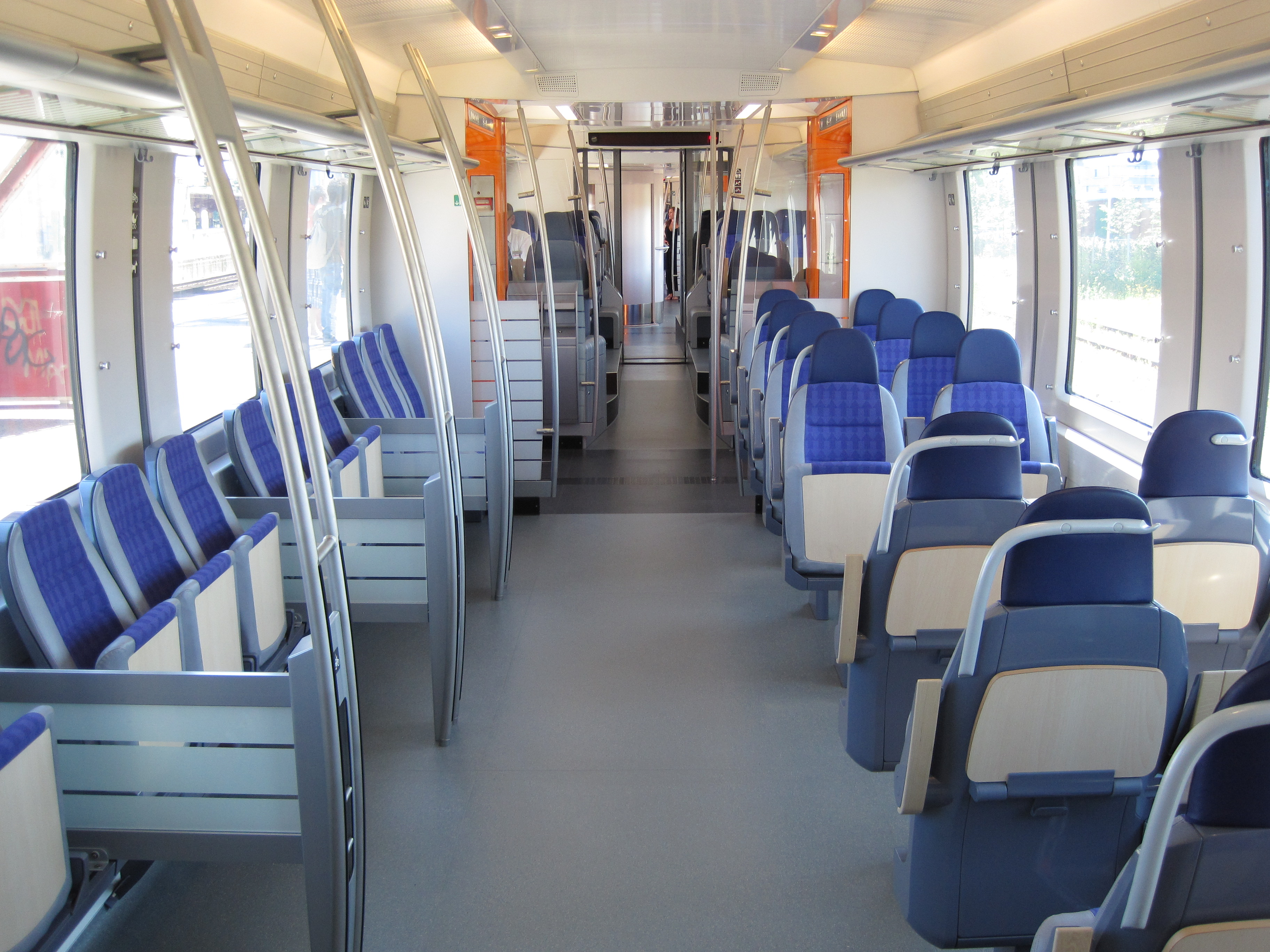
Interiér jednotky X61
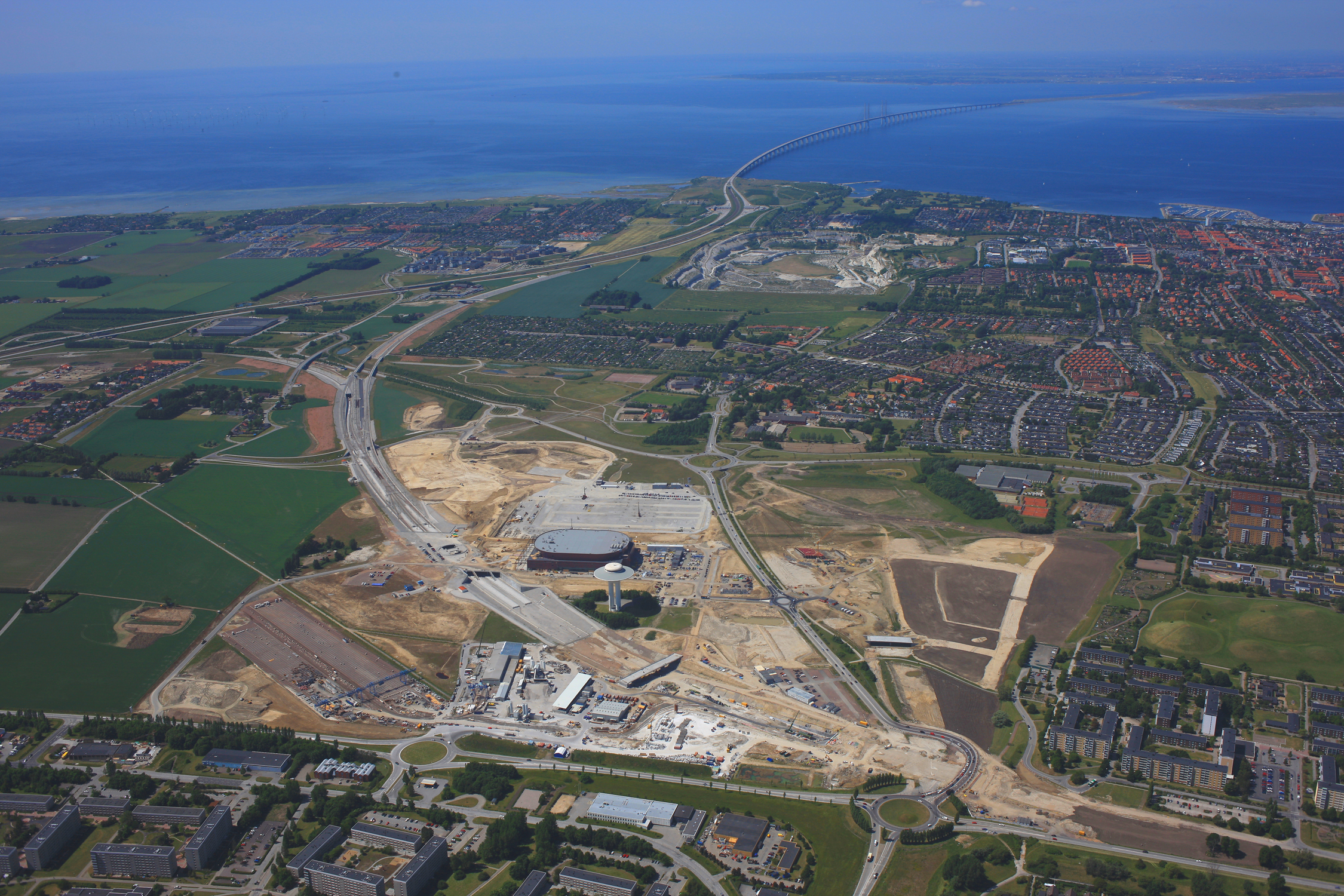
Výstavba stanice Malmö Hyllie a Öresundský most
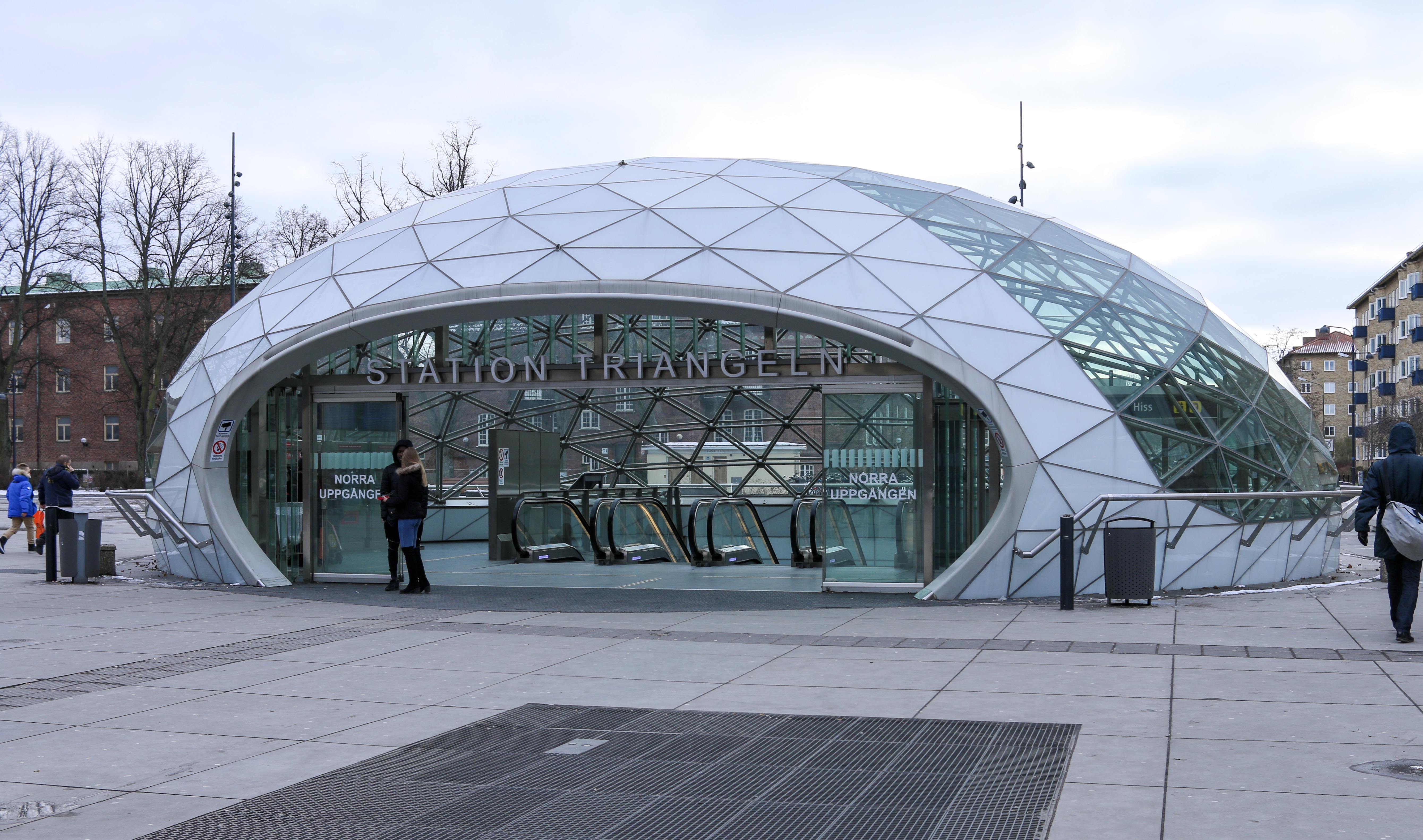
Vstup do stanice Malmö Triangeln